# Avenue Courteline
L'avenue Courteline est une voie située dans le quartier du Bel-Air dans le 12e arrondissement de Paris.

## Situation et accès
L'avenue Courteline, d'une longueur de 345 mètres, débute au no 72, boulevard Soult et se termine avenue Victor-Hugo à Saint-Mandé.
Elle est desservie à proximité par la ligne 1 à la station Porte de Vincennes et par la ligne 3a du tramway à la station Alexandra David-Neel.

## Origine du nom
Elle porte le nom de l'écrivain et nouvelliste Georges Moinaux, dit Courteline (1858-1929), qui habita de nombreuses années avenue de Saint-Mandé.

## Historique
Cette avenue est aménagée dans le prolongement de l'avenue de Saint-Mandé, après le boulevard Soult, sur l'emplacement des  fortifications de Paris, entre les bastions nos 8 et 9, traversant La Zone, et sur la partie de l'avenue Victor-Hugo située sur la commune de Saint-Mandé, annexée le 18 avril 1929.
Une partie de la voie délimitait la ZAC Porte-de-Vincennes.

## Bâtiments remarquables et lieux de mémoire
- Au no 4, atelier du peintre Maurice Boitel (plaque commémorative)[3].
- Au no 35, le bâtiment de l'hospice Saint-Michel, qui sert de siège social au SAMU social de Paris. La chapelle des hospices est inscrite aux monuments historiques depuis 1929[4].
- L’avenue longe à la fois l’école Lamoricière et le collège Germaine-Tillion (ex-Vincent-d’Indy, un bâtiment de Claude Parent).
- L’avenue passe par la porte de Saint-Mandé et au-dessus du périphérique de Paris dont elle constitue un accès sur la voie intérieure.

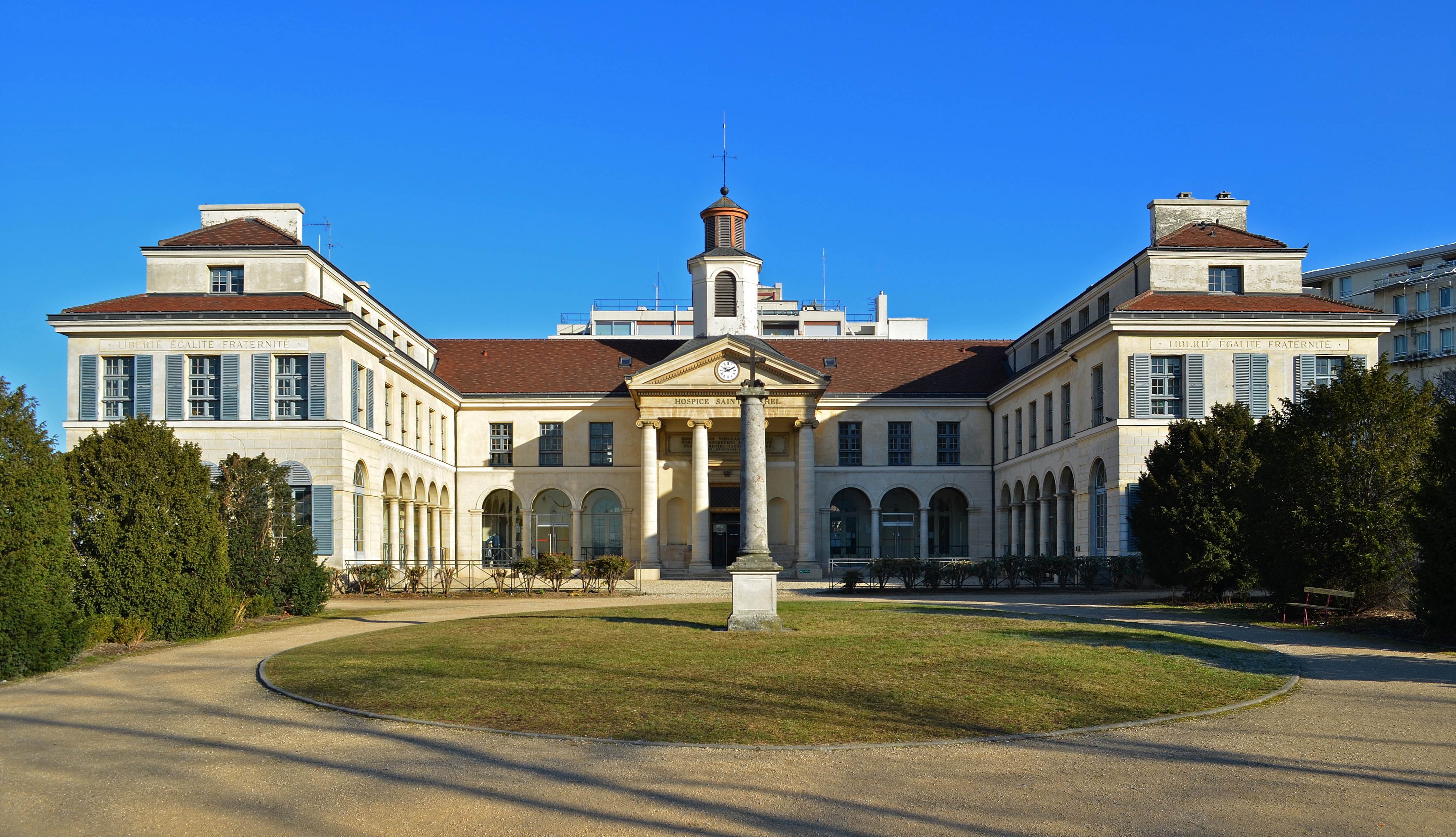
L’hospice Saint-Michel.